# Dinoprora rufimaculis
Dinoprora rufimaculis là một loài bướm đêm trong họ Noctuidae.